# Mecysmauchenioides quetrihue
Espèce
Mecysmauchenioides quetrihue est une espèce d'araignées aranéomorphes de la famille des Mecysmaucheniidae.

## Distribution
Cette espèce est endémique de la province de Neuquén en Argentine,. Elle se rencontre dans le parc national Nahuel Huapi dans la péninsule Quetrihué.

## Étymologie
Son nom d'espèce lui a été donné en référence au lieu de sa découverte, la péninsule Quetrihué.

## Publication originale
- Grismado & Ramírez, 2005 : Nuevas especies de la familia Mecysmaucheniidae (Araneae) de Chile y Argentina. Biota Neotropica, vol. 5, no 1a, p. 1-4.